# Menexenus rotunginus
Menexenus rotunginus är en insektsart som beskrevs av Giglio-Tos 1914. Menexenus rotunginus ingår i släktet Menexenus och familjen Phasmatidae. Inga underarter finns listade i Catalogue of Life.